# Кибл-колледж (Оксфорд)
Кибл-колледж (англ. Keble College) — один из колледжей Оксфордского университета. Основан в 1870 году. Один из крупнейших колледжей Оксфорда. В настоящее время здесь более 600 учащихся, из которых более 400 на бакалавриате. Кибл-колледж был основан в память Джона Кибла и с целью сделать оксфордское образование доступнее.
С открытием колледжа в 1870 году его первыми студентами стали всего 13 человек, а три тьютора разделили между собой классику, теологию и историю. В 1876 году была открыта часовня.